# Tubulidentata
I Tubulidentati sono un ordine di mammiferi euterii rappresentati dall'unica famiglia degli Oritteropodidi, di cui fa parte una sola specie vivente: l'oritteropo (Orycteropus afer).
Diffusi nell'Africa subsahariana, sono caratterizzati da una particolare struttura dei denti, tutti uguali e posti solo nella parte posteriore della mascella. Essi sono costituiti da prismi esagonali di dentina, privi di smalto e di radici, che circondano una cavità cilindrica tubulare ripiena di polpa dentaria. Trattasi di una dentatura debole e a crescita continua.
I primi fossili documentati di Tubulidentati risalgono all'Oligocene e sono stati trovati in Europa. Durante il Miocene e il Pliocene inferiore si diffusero anche in Africa e in Asia meridionale. Oltre al genere vivente, Orycteropus, si conoscono i seguenti generi estinti:
- Archaeorycteropus †
- Leptorycteropus †
- Myorycteropus †
- Palaeorycteropus †